# Critics’ Choice Movie Award/Bester Fernsehfilm
Von 1998 bis 2011 wurde bei den BFCA der beste Fernsehfilm des vergangenen Filmjahres geehrt.

## Preisträger
| Jahr | Preisträger                               | Regie |
| 1998 | Don King: Only in America                 | John Herzfeld                                                                                                  |
| 1999 | From the Earth to the Moon                | Michael Grossman                                                                                               |
| 2000 | nicht verliehen                           | |
| 2001 | nicht verliehen                           | |
| 2002 | Life with Judy Garland: Me and My Shadows | Robert Allan Ackerman                                                                                          |
| 2003 | Door to Door                              | Steven Schachter                                                                                               |
| 2004 | Engel in Amerika                          | Mike Nichols                                                                                                   |
| 2005 | The Life and Death of Peter Sellers       | Stephen Hopkins                                                                                                |
| 2006 | Into the West – In den Westen             | Robert Dornhelm, Sergio Mimica-Gezzan, Jeremy Podeswa, Timothy Van Patten, Michael W. Watkins und Simon Wincer |
| 2007 | Elizabeth I                               | Tom Hooper |
| 2008 | Bury My Heart at Wounded Knee             | Yves Simoneau                                                                                                  |
| 2009 | John Adams – Freiheit für Amerika         | Tom Hooper |
| 2010 | Grey Gardens                              | Michael Sucsy                                                                                                  |
| 2011 | The Pacific                               | Tim Van Patten, David Nutter, Jeremy Podeswa, Graham Yost, Carl Franklin und Tony To                           |